# Elin Nilsson (liberal)
Elin Johanna Nilsson, född 6 augusti 1982 i Kvistbro församling i Örebro län, är en svensk politiker (liberal). Hon är riksdagsledamot (statsrådsersättare) sedan 2022 för Örebro läns valkrets.
Nilsson kandiderade i riksdagsvalet 2022 och blev ersättare. Hon är statsrådsersättare för Johan Pehrson sedan 18 oktober 2022. I riksdagen är Nilsson ledamot i EU-nämnden och miljö- och jordbruksutskottet sedan 2022.
Nilsson är även Liberalernas EU-politisk talesperson sedan juni 2023.